# Lene Grawford Nystrøm
 (juin 2017).
Si vous disposez d'ouvrages ou d'articles de référence ou si vous connaissez des sites web de qualité traitant du thème abordé ici, merci de compléter l'article en donnant les références utiles à sa vérifiabilité et en les liant à la section « Notes et références ».
Lene Grawford Nystrøm, est une actrice, autrice-compositrice-interprète, musicienne et mannequin norvégienne, née le 2 octobre 1973 à Tønsberg, Norvège. Elle fait partie du groupe pop scandinave Aqua depuis 1996.

## Biographie
Au cours de son adolescence, Lene développe un intérêt pour le monde de la musique et débute sa vie active en tant que barmaid et mannequin. 
Durant toute sa carrière de chanteuse du groupe pop Aqua, Lene habite à la fois en Norvège et au Danemark. Elle entretiendra une relation avec le chanteur de son groupe, René Dif en 1997 puis avec Søren Rasted à partir de 2001. Une rumeur raconte d'ailleurs que ce serait à cause de cette relation que le groupe Aqua se serait dissout la même année.[réf. nécessaire]
Lene Grawford Nystrøm devient Lene Grawford Nystrøm Rasted le 25 août 2001. Après son mariage, Lene déménage définitivement au Danemark. En 2003, Lene sort son premier et unique album solo à ce jour : Play With Me qui ne connaîtra pas le succès attendu.
Elle joue un rôle majeur dans le film Svik en 2009. Le film traite de la résistance en Norvège durant la Seconde Guerre mondiale. Elle prête aussi sa voix pour la bande originale puisqu'elle y interprète trois chansons.
À partir de 2011, elle devient juge dans la version danoise (en) de The Voice.
Elle a été mariée pendant 16 ans, de 2001 à 2017, à Søren Rasted (également membre du groupe Aqua) chanteur, auteur-compositeur, musicien et producteur de disques danois, ils ont deux enfants mais ont divorcé en 2017.
Le 6 novembre 2004, elle donne naissance à une fille, India Nystrøm Rasted, et en 2006 à un fils, Billy Nystrøm Rasted.

## Discographie

### Solo
- 1992 : Something Special : Melodier av Tom Hansen
- 2003 : Play with Me

### Singles
- 2003 : It's Your Duty (to shake your booty)
- 2004 : Pretty Young Thing
- 2004 : Here We Go (single promotionnel)
- 2004 : Scream (single promotionnel)

### Collaborations
- 2008 : Vi ka' alt vi to (feat Hej Matematik)
- 2012 : 2012 Shift Happens (feat Lazyboy)
- 2013 : SoS (feat Hej Matematik)

### Caritatif
- 1999 : Selv En Dråbe
- 2000 : Funiculì, Funiculà (feat Pavarotti)
- 2005 : Hvor Små Vi Er

## Filmographie
- 2009 : Fri os fra det onde (da) (Délivrez-nous du mal) : Pernille
- 2009 : Svik : Eva Karlsen
- 2010 : Varg Veum – Skriften på Veggen : Karin Bjørge
- 2011 : Varg Veum – Svarte får : Karin Bjørge
- 2011 : Varg Veum – Dødens drabanter : Karin Bjørge
- 2011 : Klassefesten : Eva
- 2011 : Varg Veum – I mørket er alle ulver grå : Karin Bjørge
- 2012 : Varg Veum – De døde har det godt : Karin Bjørge
- 2012 : Varg Veum – Kalde hjerter : Karin Bjørge
- 2017 : The Regulars : Lill Maren

### Séries télévisées
- 2009 : Lulu & Leon
- 2018 : Klovn

### Doublage
- 2009 : Mission-G : Juarez (version norvégienne)